# Albatros B.II
L'Albatros B.II est un biplan biplace de reconnaissance allemand de la Première Guerre mondiale. Dérivé en 1914 du B.I par l’ingénieur Grohmann, il fut surtout utilisé comme avion d'école.

## Les modèles
- Albatros B.II : Portant la désignation constructeur Albatros L-2, il devait initialement entrer en service comme Albatros DD-2 et se distinguait de son prédécesseur surtout par une envergure réduite et la disposition inversée de l’observateur, qui se trouvait désormais derrière le pilote. Mis en service en 1914 et remplacé en 1915 par les biplaces armés Albatros C.I, cet appareil continua à servir dans les écoles jusqu’à la fin de la guerre. Équipé initialement d’un 6 cylindres en ligne Mercedes D I, cet appareil a reçu également un moteur Mercedes D II de 120 ch ou Benz Bz II de 110 ch et a été construit sous licence par OAW pour les besoins de l’aviation austro-hongroise.

- Albatros B.IIa : En 1917 apparut une nouvelle version, destinée spécifiquement aux écoles de l’Idflieg. La voilure est légèrement agrandie, la structure renforcée, le refroidissement du moteur modifié et l’appareil équipé en double commande. Équipé d’un Mercedes D II de 120 ch ou d’un Argus As II de 120 ch, plus rarement d’un Mercedes D I de 100 ch, ce modèle porte la désignation constructeur Albatros L.30.

- Albatros B.IIw : Version à flotteurs, quelques exemplaires seulement.

- Albatros B.III : Évolution du B.II à moteur Mercedes D II, apparu en 1915 et produit en petite série, c’est le premier appareil Albatros à recevoir la dérive qui allait devenir caractéristique des avions de la firme. Désigné initialement LDD en Autriche-Hongrie, la désignation constructeur étant Albatros L-5.

- Albatros L.30 : C’est sous cette désignation qu’une trentaine de biplans passeront sur le registre civil allemand dans les années 1920, utilisés par Sportflug GmbH puis Deutsche Luftfahrt GmbH pour assurer l’entraînement de pilotes confirmés ou débutants.

## Construit aussi en Suède
Au cours de l’été 1914 le pilote Lothar Wieland effectua une tournée de présentation du B.II dans les pays baltes et scandinaves. Le 26 juillet, alors qu’il se rendait de Gärdet à Stockholm, en Suède, Wieland effectua un atterrissage de fortune sur un terrain boueux et capota. Cet appareil fut donc transféré chez Svenska Aeroplanfabriken (SAF) pour réparation. Mais la déclaration de guerre força le pilote allemand à regagner l’Allemagne sans son avion, qui fut acheté ultérieurement par la Suède. Lars Fjällbäck en profita pour établir des plans détaillés de l’appareil, et 42 Albatros B.II furent construits en Suède par 3 constructeurs sous diverses appellations:
- Svenska Aeroplanfabriken SAF 3 : Premier modèle, produit en 1915 avec un moteur Mercedes de 100 ch.
- Södertelge Verkstäder SW 12 : Second modèle, 8 appareils construits en 1915/16, toujours avec un moteur Mercedes de 100 ch.
- Södertelge Verkstäder SW 20 : Nouvelle version à moteur Scania-Vabis de 110 ch, 4 avions construits en 1916/17.
- Nordiska Aviatikbolaget NAB-9 : Similaire au précédent, même motorisation et construit de 1916 à 1918.

Utilisés initialement comme avions de reconnaissance, les Albatros suédois furent par la suite reconstruits comme avions d’école en double-commande par les ateliers aéronautiques militaires FVM.  Ce qui donna deux nouvelles versions :
- Albatros 120 : Un moteur Mercedes de 120 ch
- Albatros 160 : Un moteur Mercedes de 160 ch.

## Utilisateurs
- Allemagne : La Luftstreitkräfte a utilisé l'Albatros B.II comme avion de reconnaissance jusqu'en 1915, puis comme avion d'école jusqu'en 1928.
- Finlande : 5 appareils construits en Suède furent vendus à la Finlande (2 NAB-9, 2 SW 12 et 1 SW 20) et livrés entre février et avril 1918. 3 furent perdus la première année, les deux derniers réformés en avril 1923. Ces appareils [F2/4/6/8/10] comptent donc parmi les tout-premiers avions finnois.
- Lettonie : En 1920 l’École d’aviation lettone fut créée avec quelques Albatros B.II abandonnés sur place par les troupes allemandes.
- Lituanie : La Lituanie a utilisé 6 B.II allemands (+ 1 comme une source de pièces détachées) et 2 B.II construisent par eux-mêmes, entre Juin 1919 et  début des années 1930.
- Pologne : La Pologne a utilisé 24 B.II et B.IIa comme avions d’école au début des années 1920.
- Suède : Outre les appareils construits en Suède et utilisés par la Flygkompaniet, la marine suédoise acheta 5 Albatros B.II d’occasion en Allemagne entre 1919 et 1922. Ces appareils à moteur Mercedes 120 ch étaient affectés à l’école d’aviation de Hägernäs (de), mais la marine n’ayant pas accès aux bases terrestres, les Albatros furent utilisés uniquement l’hiver, avec des skis, décollages et atterrissages s’effectuant sur la glace.

À sa création en 1926 la Flygvapnet hérita des Albatros, y compris trois exemplaires d’origine allemande de la marine, et en conserva 17 : 8 avions d'entraînement de début (120 ch) qui furent désignés Sk 1, et 9 avions d'entraînement avancé (160 ch) qui furent désignés Ö 2. Le dernier Ö 2 fut réformé en 1935.

## Deux Albatros B.II au musée
- Un Albatros 120 reconstruit en 1929 par FVM est aujourd’hui conservé au Musée de l’armée de l’air suédoise de Linköping.
- Construit en 1919, le W/nr 10019 était encore utilisé en 1929 par Flughof GmnH à Berlin. Vendu à un particulier et remotorisé avec un moteur Daimler en mai 1930, il fut acheté par le DLV e.V. en 1934 et perdit son immatriculation civile [D-690] pour devenir [NG+UR] et intégrer les collections du Musée de l’Aviation de Berlin. Faisant partie des avions évacués vers la Pologne pour éviter la capture à la fin de la guerre, il fut récupéré à Czarnkow en mars 1945 par les troupes polonaises. Restauré en 1985/86 par le Musée allemand des techniques de Berlin et exposé temporairement par cette institution, il a depuis retrouvé la place qui lui revient au musée de l'aviation de Cracovie.